# Hallandsåsen
Hallandsåsen (även Hallandsås och i äldre svenska Hallands ås), utmed gränsen mellan Skåne och Halland, är den nordligaste av de skånska horstarna. Dess sträckning är från Hovs hallar i utkanten av Båstads kommun till Örkelljungatrakten i Skåne län. Högsta punkten är Högalteknall, som ligger 226 meter över havet. Detta är ett militärt skyddsområde. Horsten är 40 kilometer lång och 5–10 kilometer bred. Linderödsåsen utgör Hallandsåsens fortsättning i sydöst. Stensån avvattnar den norra delen av horsten.

## Geologi
Berggrunden är en del av baltiska skölden. Den består av i huvudsak gnejs, men även amfibolit och diabas. Horsten tillhör Tornquistzonen och bildades genom parallella förkastningar under yngre krita, för ungefär 80 miljoner år sedan och liksom de övriga horstarna i Skåne sträcker den sig i nordväst–sydöstlig riktning. Som en följd av den sprickbildning som skedde då Tornquistzonen bildades har berget många sprickor som fyllts av lera och grus. Genom gruset rör sig vatten lätt, medan det stoppas upp av lera.

## Mänsklig historia
Att ta sig över Hallandsåsen var långt fram i modern tid en relativt farlig resa, då många överfall skedde där. I slutet av 1600-talet var Hallandsåsen även ett av snapphanarnas starkaste fästen. Ännu under 1800-talet skedde därför resor över åsen i grupper, där resande stannade vid värdshus på respektive sida tills de bildat en tillräckligt stor grupp för att ta sig över. Hallandsåstunneln byggdes 1992–2015 och genom den går järnvägstrafik. Motorvägen E6/E20 passerar Hallandsåsen på marknivå.
Det har över åren varierat vad som vuxit på Hallandsåsen och hur marken använts. Bok och ädellövskog har länge dominerat, men det har även funnits betydande uppodling. Under 1700- och 1800-talen skedde betydande avverkning och stora delar blev ljunghedar. Under 1900-talet planterades gran på åsen.

## Miljö
På åsens nordsluttning i Laholms kommun och ut på Bjärehalvön i Båstads kommun finns ett stort antal naturreservat avsatta som skyddade områden. Några av dessa är Pennebo, Musikedalen, Matkroksmossen, Tjuvhultskärret, Björsåkra-Bölinge, Osbecks bokskogar, Hallandsås nordsluttning, Englandsdal och Bjärekustens naturreservat.

## Namnet
Det råder delade meningar om huruvida åsens namn har bestämd eller obestämd substantivform. På Lantmäteriets kartor används Hallandsås, men även Hallandsåsen är väl etablerat och den bestämda formen ansluter närmare till hur åsar och andra naturformationer brukar namnges på svenska. Båda formerna anses vara korrekta. Trafikverket använder benämningen Hallandsås efter att Lantmäteriet och Dialekt- och ortnamnsarkivet gjort en utredning kring namnformen 2015. I äldre tid förekom formen Hallands ås.